# Dictyopharoides lurida
Dictyopharoides lurida är en insektsart som beskrevs av Melichar 1912. Dictyopharoides lurida ingår i släktet Dictyopharoides och familjen Dictyopharidae. Inga underarter finns listade i Catalogue of Life.